# Semiothisa incessaria
Semiothisa incessaria är en fjärilsart som beskrevs av Walker 1861. Semiothisa incessaria ingår i släktet Semiothisa och familjen mätare. Inga underarter finns listade i Catalogue of Life.